# احتجاجات هندوراس 2019
احتجاجات هندوراس 2019 هي سلسلة من الاحتجاجات والاضطرابات بدأت في أكتوبر 2019، ودعت إلى استقالة الرئيس خوان أورلاندو هيرنانديز.
وبدأت المظاهرات في 10 أكتوبر حيث دعا تحالف المعارضة ضد الدكتاتورية إلى «انتفاضة شعبية ضد» المخدرات، وأيضا التلاعب بنتائج الانتخابات العامة لعام 2017، والتي فاز فيها الرئيس الحالي خوان أورلاندو هرنانديز، مما أتاح له الوصول إلى ولايته الثانية منذ عام 2014.
وخرج المتظاهرون يطالبون باستقالة الرئيس خوان أورلاندو هيرنانديز بعد اتهام القضاء الأمريكي له بتلقي رشاوي من مهربي مخدرات بينهم زعيم الكارتل المكسيكي «ال تشابو» بتواطئه مع عصابات تهريب المخدرات.
بدأت المظاهرات في تيغوسيغالبا قبل أن تتطور في جميع أنحاء البلاد؛ وفي 21 أكتوبر، بدت على المظاهرات علامات التغيير وأصبحت أكثر عنفًا، مما دفع بالشرطة الوطنية لمحاولة قمعها دون الوصول إليها. وفي نهاية شهر أكتوبر، تم إلقاء القبض على 13 شخصًا.

## الخلفية

### هندوراس
شرعية ولاية ثانية من خوان أورلاندو هيرنانديز قد تم بالفعل موضع شك، خلال الموجة الأولى من الاحتجاجات في 2017 و 2018 ضد تزوير الانتخابات المزعومة التي ارتكبها الحزب الوطني من هندوراس للفوز في فوزه في الانتخابات . وفقا ل مفوض الأمم المتحدة السامي لحقوق الإنسان ومنظمة العفو الدولية أنها تسببت 22-31 حالة وفاة في اشتباكات بين محتجين وقوات الأمن.

### الدولية
تجري المظاهرات الهندوراسية في سياق أكثر عمومية للاحتجاجات الدولية الكبرى منذ نهاية عام 2018.
في أمريكا اللاتينية، تجري بعد شهرين من الاحتجاج النسوي في المكسيك وفي الوقت نفسه المظاهرات في تشيلي (استجابة للتفاوتات الاجتماعية والاقتصادية)، في بوليفيا (بعد إعادة انتخاب إيفو موراليس المتنازع عليها)، الإكوادور (ضد سياسات الليبرالية الجديدة للحكومة) وحركة حجم أقل في الأرجنتين (ضد السياسة الاقتصادية والاجتماعية للحكومة).

## تطوير

### الروابط بين الحكومة هندوراس والاتجار المخدرة
أُدين شقيق الرئيس خوان أورلاندو هيرنانديز، السياسي توني هيرنانديز، بتهمة تهريب المخدرات في 18 أكتوبر من قبل محكمة نيويورك وتلقى أموالاً من مهرب المخدرات خواكين غوزمان لويرا الملقب «ش شابو»، لتمويل حملة شقيقه الرئاسية. فإن القاضي في قضيته تملي الجملة 17 يناير 2020  .

أصدرت حكومة هندوراس بيانًا لتنفيها من أي مسؤولية:
نيابة عن حكومة هندوراس ومؤسساتها نرفض أي كاذبة القصة وغير مسؤول الذين يسعون إلى التربة اسم هندوراس.

#### وفاة توني هيرنانديز شريك
في 26 أكتوبر، اغتيل نيري أورلاندو سانابريا لوبيز بينما كان في السجن في El بوزو (مقاطعة سانتا باربرا)  . عاد اسم Sanabria عدة مرات في التحقيق الذي أدى إلى إعلان توني هرنانديز مذنب  . تم تسمية السجين، المعروف أيضًا باسم "Magdaleno Meza"، بالشخص المسؤول عن «كتيبات narco» حيث سجل توني هرنانديز متلقي الأموال من تهريب المخدرات مع المكسيك، مما أدى به إلى لاحظ بالتفصيل مساهمات جوزمان المالية في حملة الرئيس خوان أورلاندو.

### الأحداث
في يونيو 2019، واجه مظاهرات كبيرة تميزت بالحصار. الحركة مدعومة من سلفها لوبو  . تستمر الحركة في أغسطس.
تظاهر مئات الأشخاص في عاصمة هندوراس، تيغوسيغالبا، في 9 أكتوبر / تشرين الأول للمطالبة باستقالة خوان أورلاندو هيرنانديز  . ثم تفرقوا  . تجمع المظاهرة المضادة لدعم الرئيس هيرنانديز عدة آلاف من الناس. احتفل مجتمع هندوراس في نيويورك بالإدانة، حيث أصبح الوضع أكثر توتراً في هندوراس، حيث اندلعت المظاهرات الأولى بشكل متقطع. في 18 أكتوبر، دعت العديد من الحركات السياسية إلى مظاهرات حاشدة تطالب باستقالة الرئيس خوان أورلاندو هيرنانديز وإجراء انتخابات مبكرة.
في الاحتجاجات المستمرة منذ 18 أكتوبر، تم حظر حالات النهب والعنف من قبل المتظاهرين وضباط الشرطة، عاصمة البلاد، تيغوسيغالبا، جزئياً بسبب حرق متاريس للإطارات، الجامعة الوطنية المستقلة هندوراس كانت مسرحا للقتال 